# HMS Jason (J99)
«Джейсон» (англ. HMS Jason (J99) — військовий корабель, тральщик типу «Гальсіон» Королівського військово-морського флоту Великої Британії часів Другої світової війни.
Корабель брав участь у бойових діях на морі в Другій світовій війні, переважно бився у Північній Атлантиці, супроводжував арктичні конвої, підтримував дії морського десанту після висадки в Нормандії.
За проявлену мужність та стійкість у боях бойовий корабель заохочений чотирма бойовими відзнаками.

## Історія створення
Тральщик «Джейсон» закладений 12 грудня 1936 року на верфі Ailsa Shipbuilding Co. Ltd у Труні. 6 жовтня 1937 року він був спущений на воду, а 9 червня 1938 року увійшов до складу Королівських ВМС Великої Британії. 

## Бойовий шлях

### 1939—1940
У вересні 1939 року «Джейсон» був перероблений на протичовновий корабель і призначений до 1-ї протичовнової ударної флотилії з базуванням у Белфасті. 12 жовтня корабель сів на мілину та потрапив на довготривалий ремонт, який затягнувся аж до серпня 1940 року.
Після ремонту корабель знову повернули до складу сил охорони атлантичних конвоїв, цього разу у Північно-західних підходах. Під час виконання бойових завдань тральщик підпадав під неодноразову атаку німецьких підводних човнів U-32 та U-28. Незважаючи на те, що «Джейсон» не постраждав у результаті нападу, чотири торговельні судна були втрачені, а екіпаж «Джейсона» забрав 18 вцілілих людей.

### 1943
1 листопада 1943 року тральщик увійшов до складу сил ескорту, що супроводжували конвой RA 54A, який повертався з Радянського Союзу.

### 1944
На початку січня 1944 року «Джейсон» разом з однотипними тральщиками «Харрієр», «Глінер», «Брітомарт», «Гусар», «Спідвел», «Саламандер», «Альціон» і «Сігал» включений до 1-ї флотилії тральщиків.
Літом 1944 року «Джейсон» виконував завдання поблизу плацдармів у Нормандії. До серпня корабель діяв поблизу Арроманша з «Харрієр», «Глінер», «Брітомарт», «Гусар» і «Саламандер». 22 серпня тральщики вийшли на забезпечення протимінної безпеки до району Гавра для бомбардування німецьких позицій лінкором «Ворспайт» і моніторами «Еребус» та «Робертс».
27 серпня 1944 року під час проведення тралення узбережжя флотилія випадково піддалася ракетному удару британського винищувача-бомбардувальника «Тайфун». Трагічний інцидент стався внаслідок неузгодженості дії флоту та авіації, коли тральщики вийшли поза межі визначеного району. В результаті влучення ракет RP-3 два тральщики «Брітомарт» та «Гусар» затонули, «Саламандер» зазнав важких пошкоджень, його ніс був відірваний, екіпаж «Джейсон» зазнав втрат у живій силі від вогню літака.
Наслідком «дружнього» вогню стала загибель 78 британських офіцерів та матросів, ще 149 дістали поранень різного ступеня.